# Kinism
Kinismul este o credință precum că ordinea socială dată de Dumnezeu pentru omenire este cea „tribală și etnică”, și se concentrează pe datoria omului de-ași „iubi propria natură”. Kiniștii susțin ideea că familiile ar trebui să trăiască împreună în comunități extinse. Ei consideră că ordinea socială ideală și normativă pentru familii, comunități, state și națiuni, este una definită de rasă și de sânge, această ordine nu presupune granițe, și formează legături adecvate și durabile de afecțiune și loialitate pentru orice societate. Kinismul este considerat a fi o ramură de reconstrucționism creștin care își are originea printre tradiționaliștii cu viziuni anti-imigrație din sudul Statelor Unite.